# Ciprofloxacină
Ciprofloxacina este un antibiotic din clasa fluorochinolonelor utilizat în tratamentul unui număr mare de infecții bacteriene. Printre acestea se numără artritele infecțioase, infecțiile intra-abdominale, diareea infecțioasă, infecții ale sistemului respirator, infecții cutanate, febră tifoidă și infecții genito-urinare. Metodele de administrare sunt oral, intravenos sau sub formă de picături oftalmice.
Se află pe lista medicamentelor esențiale ale Organizației Mondiale a Sănătății.